# Marcy Zenobi-Wong
Marcy Zenobi-Wong (* 1963) ist eine amerikanische Ingenieurin und Professorin für Tissue Engineering (englisch für Gewebekonstruktion bzw. Gewebezüchtung) und Biofabrikation an der Eidgenössischen Technischen Hochschule (ETH Zürich). Sie ist bekannt für ihre Arbeit auf dem Gebiet des Tissue Engineering.

## Ausbildung und Karriere
Zenobi-Wong absolvierte einen Bachelor in Maschinenbau am Massachusetts Institute of Technology und einen Master an der Stanford University. 1990 promovierte sie über die Rolle mechanischer Kräfte bei der Skelettentwicklung. Danach arbeitete sie zunächst ein Jahr lang als Postdoc in den Orthopaedic Research Laboratories, University of Michigan, bevor sie 1992 als Gruppenleiterin Knorpelbiomechanik an die Universität Bern wechselte, wo sie 2000 habilitierte. Im Jahr 2003 wechselte sie an die ETH Zürich, zunächst an das Institut für Biomedizinische Technik, später an das Departement Gesundheitswissenschaften und Technologie, wo sie 2017 außerordentliche Professorin wurde.

## Arbeit
Zenobi-Wong arbeitet auf dem Gebiet des Tissue Engineering, insbesondere der Knorpelregeneration. Sie entwickelt funktionelle Biomaterialien, die die extrazelluläre Matrix imitieren. Zu den Biofabrikationstechniken, die zur Entwicklung dieser Materialien eingesetzt werden, gehören Elektrospinnen, Gießen, Zwei-Photonen-Polymerisation und 3D-Bioprinting.
Zenobi-Wong hält vier lizenzierte Patente in den Bereichen Tissue Engineering, Tissue Engineering-Techniken und Genexpressionsassays. Sie war eine der Begründerinnen des MSc Biomedical Engineering Programms an der ETH Zürich und entwickelte mehrere Kurse auf Graduiertenebene in Tissue Engineering und Biomedizintechnik. Zenobi-Wong war Präsidentin der Schweizerischen Gesellschaft für Biomaterialien und Regenerative Medizin und Generalsekretärin der Internationalen Gesellschaft für Biofabrikation.